# Frank Schwabe
Pour les articles homonymes, voir Schwabe.
Frank Schwabe (né le 12 novembre 1970 à Waltrop) est un homme politique allemand du SPD et député du Bundestag depuis 2005. Depuis le 5 janvier 2022, il est commissaire du gouvernement fédéral à la liberté de religion et de conviction.

## Carrière
Frank Schwabe grandit à Castrop-Rauxel. Après avoir obtenu son diplôme d'études secondaires en 1990 au lycée Ernst-Barlach de Castrop-Rauxel, Schwabe effectue son service militaire à Pinneberg, Delmenhorst et Goch. Il commence ensuite à étudier l'économie à Osnabrück, puis déménage à l' Université d'Essen pour étudier l'administration publique, l'histoire, les sciences politiques et la sociologie, bien qu'il n'ait obtenu aucun diplôme. À partir de 2000, il travaille d'abord dans le bureau d'un député du Bundestag et de 2003 à 2004 pour un député du Parlement européen.
Schwabe et sa femme, originaire du Nigeria, ont trois enfants. Il est de confession protestante.

## Parti politique
Schwabe rejoint le SPD en 1991, est  président de l'association municipale Castrop-Rauxel SPD de 2002 à 2010 et est président de l'association SPD de l'arrondissement de Recklinghausen depuis 2010. À partir de 2002, il est membre du Conseil fédéral du parti SPD jusqu'à sa dissolution. Depuis, il est membre du congrès du parti.
Frank Schwabe est membre de la gauche parlementaire et porte-parole du « groupe de réflexion » du SPD.

## Député
Schwabe est député du conseil du district de Recklinghausen de 2004 à 2005 et conseiller de la ville de Castrop-Rauxel de 2004 à 2012.
Aux élections fédérales de 2005, Frank Schwabe succède à Jochen Welt (de) avec 55,7 % de tous les premiers votes en tant que député élu directement de la 1re circonscription de Recklinghausen (de) (Recklinghausen, Castrop-Rauxel, Waltrop) au Bundestag.
Lors de la 19e législature, Schwabe est membre à part entière de la commission des Droits de l'homme et de l'Aide humanitaire (de) et de la commission de l'Environnement, de la Conservation de la nature, de la Construction et de la Sécurité nucléaire (de), ainsi que membre adjoint de la commission des Affaires étrangères (de).
Schwabe est le porte-parole du groupe parlementaire pour les droits de l'homme et l'aide humanitaire. En tant que rapporteur pour la protection de la mer et ancien rapporteur pour la protection du climat au sein du groupe parlementaire SPD, il participe, entre autres, aux travaux de sa commission en tant que responsable de la mise en œuvre politiquement efficace des mesures contre le changement climatique. Il est membre de l'Assemblée parlementaire du Conseil de l'Europe depuis le début de la XIXe législature du Bundestag, chef de la délégation allemande et également chef du groupe parlementaire des sociaux-démocrates, des démocrates et des Verts (SOC).
Aux élections fédérales de 2021, Schwabe remporte le mandat direct dans la 1re circonscription de Recklinghausen avec 41,0 % des votes et revient ainsi au Bundestag.
Le 5 janvier 2022, sur proposition de la ministre du Développement Svenja Schulze, il est nommé commissaire du gouvernement fédéral à la liberté de religion et de conviction Sa première (et jusqu'à présent la seule) conférence le 21 mars 2022 se concentre sur les peuples autochtones et leur liberté religieuse.

## Wikipédia
L'article Wikipédia de Schwabe est modifié à plusieurs reprises pour supprimer la déclaration selon laquelle il n'a obtenu de diplôme dans aucun de ses domaines d'études. Après une enquête du Frankfurter Allgemeine Sonntagszeitung, Schwabe admet alors que son bureau « s'est occupé » du nettoyage.